# Герб Порталегре
Ге́рб Портале́гре — офіційний символ міста Порталегре, Португалія. Використовується як територіальний герб. У срібному щиті чорний замок із двома баштами, золотими вікнами і замкненою золотою брамою. Над замком у главі щита п'ятірка португальських щитків. Щит увінчує срібна мурована міська корона з п'ятьма вежами.  Під щитом біла стрічка, на якій великими літерами напис португальською: «cidade de Portalegre» (місто Порталегре).  Офіційно затверджений 11 липня 1934 року.  

## Галерея

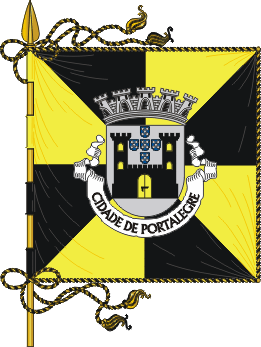
Прапор
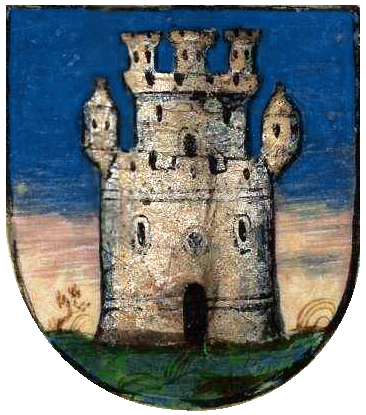
Thesouro de Nobreza